# Collyria isparta
Collyria isparta är en stekelart som beskrevs av Gurbuz och Kolarov 2006. Collyria isparta ingår i släktet Collyria och familjen brokparasitsteklar. Inga underarter finns listade i Catalogue of Life.